# Diecezja Atlacomulco
Diecezja Atlacomulco (łac. Dioecesis Atlacomulcana) – diecezja Kościoła rzymskokatolickiego w Meksyku, sufragania archidiecezji Toluca. 

## Historia
3 listopada 1984 roku papież Jan Paweł II konstytucją apostolską Quandoquidem ad plenius erygował diecezję Atlacomulco. Dotychczas wierni z tych terenów należeli do diecezji Toluca.

## Główne świątynie
- Katedra: Katedra Bożej Opatrzności w Atlacomulco

## Biskupi diecezjalni
- Ricardo Guízar Díaz (1984 - 1998)
- Constancio Miranda Weckmann (1998 - 2009)
- Juan Odilón Martínez García (2010 - 2024)